# Port Alexander
Port Alexander is een plaats (city) in de Amerikaanse staat Alaska, en valt bestuurlijk gezien onder Wrangell-Petersburg Census Area.

## Demografie
Bij de volkstelling in 2000 werd het aantal inwoners vastgesteld op 81.
In 2006 is het aantal inwoners door het United States Census Bureau geschat op 76, een daling van 5 (-6.2%).

## Geografie
Volgens het United States Census Bureau beslaat de plaats een oppervlakte van
39,0 km², waarvan 9,8 km² land en 29,2 km² water.

## Plaatsen in de nabije omgeving
De onderstaande figuur toont nabijgelegen plaatsen in een straal van 96 km rond Port Alexander.